# Gießübl (Eching am Ammersee)
Gießübl ist ein Ortsteil der Gemeinde Eching am Ammersee im oberbayerischen Landkreis Landsberg am Lech. 

## Geografie
Der Weiler Gießübl liegt circa zwei Kilometer südwestlich von Eching an der Windach.

## Geschichte
Der Weiler wird 1420 erstmals erwähnt, der Ortsname beschreibt einen Ort der zeitweilig überflutet wird.
Im Jahr 1752 werden zwei Anwesen genannt. Sie gehörten jeweils zu ⅜ der Hofmark Greifenberg.